# Philippe Bruet
Pour les articles homonymes, voir Bruet.
Philippe Bruet, né le 2 janvier 1956 à Albertville, est un journaliste, commentateur sportif et animateur de télévision.

## Études
Philippe Bruet est titulaire d'une licence du Centre universitaire d'enseignement du journalisme, obtenue en 1979.

## Carrière
- De 1980 à 1986, il est journaliste à FR3 Lyon et à FR3 Caen et aussi à FR3 Centre Orléans
- En 1986, il participe avec Henri Sannier au lancement et à la présentation du 19/20 sur FR3
- Entre 1987 et 1990, il participe à Télé matchs sur La Cinq, avec Pierre Cangioni[1]
- En 1991 il présente sur La Cinq Intégral, magazine sur le sport automobile, dans le cadre duquel seront diffusés les grands prix de Formule 1 jusqu'à la mort de la chaîne.
- En 1992 il rejoint le service des sports de Canal+ où il présentera notamment Jour de foot, l'Équipe du dimanche où les Jeux olympiques d'Atlanta, de Sydney, d'Athènes et de Pékin.
- Pendant la coupe du monde 2010, il animait une chronique sur i-Télé en compagnie d'Élie Baup.
- Il commente également les matchs du Championnat de France de football sur Foot+
- Il quitte Canal+ à la fin de l'année 2015.
- En janvier 2018, il rejoint OLTV, la chaîne de l'Olympique lyonnais.